# Guglielmo di Saint-Cloud
Guglielmo di Saint-Cloud (fl. XIII secolo) è stato un astronomo francese del XIII secolo.
Nel suo Almanach planetarum registrò la posizione del Sole, della Luna e dei pianeti dal 1292 al 1312. Per le sue osservazioni utilizzò la proiezione dell'immagine del Sole su uno schermo mediante una camera oscura, il cui funzionamento è spiegato nel prologo della sua opera.
Nel 1285 osservò la congiunzione di Saturno e Giove e il 5 giugno dello stesso anno un'eclissi di Sole.
Calcolò anche l'inclinazione dell'eclittica e la latitudine di Parigi.